# Vaszil Mitkov
Vaszil Sztojanov Mitkov (bolgárul: Bacил Стоянов Mиткoв; Szófia, 1943. szeptember 17. – Szófia, 2002. március 17.) bolgár válogatott labdarúgó.
A bolgár válogatott tagjaként részt vett az 1970-es világbajnokságon.

## Sikerei, díjai
Szpartak Szofija
- Bolgár kupa (1): 1967–68

Levszki Szofija
- Bolgár bajnok (2): 1969–70, 1973–74
- Bolgár kupa (2): 1969–70, 1970–71